# Jean-Luc Lagarce
Jean-Luc Lagarce (* 14. Februar 1957 in Héricourt; † 30. September 1995) war ein französischer Dramatiker. Er ist in Frankreich zugleich der meistgespielte Autor nach Shakespeare und Molière, noch vor Racine und Tschechow.
Die Einfachheit seiner Worte, die Tiefe seines Denkens und die Originalität seiner Syntax ließen ihn zu einem klassischen zeitgenössischen Schriftsteller werden. Seine Texte wurden in 25 Sprachen übersetzt und werden in zahlreichen Ländern gespielt. Sein Werk umspannt 25 Theaterstücke, drei Geschichten und ein Opernlibretto.

## Biografie
Lagarce wurde 1957 in der Kleinstadt Héricourt in der Nähe von Belfort in Ostfrankreich geboren. Er verbrachte seine Jugend in Valentigney und erhielt eine protestantische Erziehung. In der Schule wurde Lagarce von einer Französisch- und Lateinlehrerin mit dem Theater vertraut gemacht. Als 13-Jähriger verfasste er für seine Klasse sein erstes Bühnenstück, das heute als verschollen gilt. Mit 18 Jahren zog er nach Besançon und schrieb sich zum Philosophiestudium sowie an einer Akademie für dramatische Kunst ein. 
Zu seinen bekanntesten Stücken zählen Derniers remords avant l'oubli, Les Prétendants,  J'étais dans ma maison et j'attendais que la pluie vienne, Juste la fin du monde und Le Pays lointain. Lagarce war zugleich Regisseur und gründete 1978 das Théâtre de la Roulotte. Er inszenierte Marivaux, Labiche und Eugène Ionesco, dann seine eigenen Texte. 
Das Theater Lagarces ist auf die Sprache konzentriert, die Stücke sind eher handlungsarm. Er arbeitet dabei mit Einschüben, d. h. die Personen greifen immer wieder auf, was sie bereits gesagt haben und modifizieren das Gesagte. Indem Lagarce nach Präzision strebt, gewinnt der Text so paradoxerweise etwas Vages. Lagarce stellt so das Vermögen der Menschen, wirklich etwas zu sagen, in Frage.
Lagarce gehört in Frankreich zur Schullektüre. Für das Abitur (2007–2008) standen zwei Werke auf dem offiziellen Programm: Juste la fin du monde und Nous, les héros.
Lagarce starb im Alter von 38 Jahren an Aids. Er hinterließ ein reichhaltiges Werk, darunter mehr als zwei Dutzend Bühnenstücke, den Essay Théâtre et pouvoir en occident und mehrere Erzählungen (récits). Er gilt neben Bernard-Marie Koltès als bedeutendster französischer Theaterautor seiner Generation.

## Werk
Außer den Büchern, bei denen ausdrücklich etwas Anderes vermerkt ist, sind alle Werke von Lagarce im Verlag Les Solitaires Intempestifs, den er zusammen mit François Berreur gegründet hatte, erschienen.

### Theater: 25 Stücke

#### Deutsch
- Ich war in meinem Haus und wartete, dass der Regen kommt in: Scène 1. Neue französische Theatertexte, hrsg. von Renate Schäfer, Verlag der Autoren, Frankfurt am Main 1999, ISBN 978-3-88661-211-6
- Einfach das Ende der Welt, Drama. Deutsch von Uli Menke. Verlag Felix Bloch Erben, Berlin

#### Französisch
- Erreur de construction, 1977
- La bonne de chez Ducatel, 1977, nicht veröffentlicht
- Carthage, encore, 1978
- La Place de l'autre, 1979
- Voyage de Madame Knipper vers la Prusse Orientale, 1980
- Ici ou ailleurs, 1981
- Les Serviteurs, 1981
- Noce, 1982
- Vagues souvenirs de l'année de la peste, 1982
- Hollywood, 1983
- Histoire d'amour (repérages), 1983
- Les Orphelins, 1984
- Retour à la citadelle, 1984
- De Saxe, roman, 1985
- La Photographie, 1986
- Les Solitaires intempestifs, 1987, nicht veröffentlicht
- Derniers remords avant l'oubli, 1987
- Les Prétendants, 1989
- Music-hall, 1989
- Histoire d'amour (derniers chapitres), 1990
- Juste la fin du monde, 1990
- Nous, les héros (Version ohne den Vater), 1993
- Nous, les héros, 1994
- Les règles du savoir-vivre dans la société moderne, 1994
- J'étais dans ma maison et j'attendais que la pluie vienne, 1994
- Le Pays lointain, 1995

### Kino und Oper
- Quichotte, 1989, Libretto
- Retour à l'automne, Drehbuch zusammen mit Gérard Bouysse

### Prosa
- Le Bain, 1993, récit
- L'apprentissage, 1993, récit
- Le voyage à la Haye, 1994, récit
- Du luxe et de l'impuissance, 1994, Sammelband mit 11 Artikeln
- Théâtre et Pouvoir en Occident, Essay
- Le Journal, unveröffentlicht

## Verfilmungen
- 2016, Einfach das Ende der Welt; Regie: Xavier Dolan

## Sekundärliteratur
- Jean-Luc Lagarce, Einfach das Ende der Welt, hrsg. von Stefanie Gottfried, Neue Schauspiel GmbH, Düsseldorf 2004
- Jean-Pierre Thibaudat: Le roman de Jean-Luc Lagarce, Solitaires Intempestifs, Besançon 2007
- Lire un classique du XXe siècle: Jean-Luc Lagarce, hrsg. von Laurent Tainturier, Besançon 2007